# Diekirch
Pour les articles homonymes, voir Diekirch (homonymie).
Diekirch (luxembourgeois : Dikrech) est une ville luxembourgeoise et le chef-lieu de la commune et du canton portant le même nom.
Située entre la capitale, l'Éislek (partie ardennaise du Grand-Duché) et la Petite Suisse luxembourgeoise et sur la rive rive gauche de la Sûre, elle profite du passage touristique. Diekirch est surtout connu pour son ancienne église et pour la brasserie portant le même nom.
Diekirch est en principe chef-lieu de district, mais depuis quelques années les attributions des commissaires de district ont été regroupées directement au sein du ministère de l'Intérieur.
Diekirch est chef-lieu d'arrondissement judiciaire et possède donc un palais de Justice, et une des 3 justices de paix du pays.
Diekirch est traditionnellement ville d'enseignement, avec un lycée classique et plusieurs lycées techniques.
Diekirch est également ville de garnison: depuis 1967 et l'abolition du service militaire obligatoire, elle conserve même l'unique et dernière caserne militaire du Grand-Duché de Luxembourg, sur les hauteurs du Herrenberg.
La ville est dotée d'une grande piscine municipale couverte. Sa gare ferroviaire est située sur la ligne de chemin de fer Diekirch-Ettelbruck, ce qui lui permet l'accès vers le sud et la capitale, de même que vers le nord et la Belgique.
La ville abrite un musée d'histoire locale, le Musée national d'histoire militaire dans les bâtiments de l’ancienne brasserie ainsi que le conservatoire national de véhicules historiques. Dans le même bâtiment que ce dernier se trouve aussi le musée de la brasserie de Diekirch.

## Géographie
La commune fait partie de la Nordstad (= "ville du nord"), grande agglomération en voie de constitution.

### Communes limitrophes
| Bourscheid          | Tandel           |            |
| Erpeldange-sur-Sûre | Diekirch         | Bettendorf |
| Schieren            | Vallée de l'Ernz |            |

### Voies de communication et transports
La commune est traversée par les routes nationales N7, N14 et N27.
La commune est desservie par le Régime général des transports routiers (RGTR). En outre, elle exploite des services « City-Bus » réguliers : le réseau « Loui Express » composé de deux lignes et la navette desservant la caserne militaire sur les hauteurs du Herrenberg.
La commune est desservie par la gare de Diekirch, terminus de la ligne 1a, d'Ettelbruck à Diekirch, elle même embranchement de la ligne 1, de Luxembourg à Troisvierges-frontière.

## Histoire
Diekirch est mentionné en 938 sous la forme de Theochirica, puis Diecirke en 1182 et Diekirke en 1221.
En 1926, deux mosaïques sont trouvées. Elles datent du IIIe siècle. Elles mesurent respectivement 9 m x 4 m et 3 m x 3,5 m. Une troisième avec une tête de Méduse est mise au jour en 1950. Elles sont conservées au Musée municipal.
Pendant la Seconde Guerre mondiale, le 10 mai 1940, jour du déclenchement de l'invasion du Luxembourg, Diekirch est prise par les Allemands de la 1re Panzerdivision qui a pour objectif de traverser la Meuse à Sedan.

## Politique et administration

### Liste des bourgmestres
| Identité                                     | Période          | Période                                | Durée                     | Étiquette |
| Identité                                     | Début            | Fin                                    | Durée                     | Étiquette |
| -------------------------------------------- | ---------------- | -------------------------------------- | ------------------------- | --------- |
| Dominique München (d) (1763 - 1818)          | 1800             | 1800                                   | moins d’un an             |           |
| Georges Didier (d) (1765 - 1829)             | 1801             | 1801                                   | moins d’un an             |           |
| Jean-Baptiste Forron (d) (mort en 1829)      | 1802             | 1809                                   | 7 ans                     |           |
| Emmanuel François (d)                        | 1810             | 1811                                   | 1 an                      |           |
| François-Julien Vannérus (d) (1779 - 1850)   | 1812             | 1817                                   | 5 ans                     |           |
| Jean-Pierre Thomas Seÿler (d) (1761 - 1835)  | 1818             | 1819                                   | 1 an                      |           |
| Jean-Baptiste Nicolas Marchand (d)           | 1820             | 1820                                   | moins d’un an             |           |
| Jean Mathias Auguste Laeis (d) (1774 - 1843) | 1821             | 1821                                   | moins d’un an             |           |
| Nicolas Jüttel (d) (né en 1766)              | 1822             | 1822                                   | moins d’un an             |           |
| Jean Mathias Auguste Laeis (d) (1774 - 1843) | 1823             | 1823                                   | moins d’un an             |           |
| François-Julien Vannérus (d) (1779 - 1850)   | 1824             | 1830                                   | 6 ans                     |           |
| Jean-Pierre Thomas Seÿler (d) (1761 - 1835)  | 1831             | 18 mai 1835 (mort en cours de mandat)  | 4 ans                     |           |
| Vendelin Jurion (1806 - 1892)                | 1836             | 1843                                   | 7 ans                     |           |
| Joseph Tschiderer (d) (1799 - 1870)          | 1844             | 1848                                   | 4 ans                     |           |
| Jean-Baptiste Didier (d) (1794 - 1873)       | 1849             | 1860                                   | 11 ans                    |           |
| Henri-Ernest François (d) (1813 - 1872)      | 1861             | 1872 (mort en cours de mandat)         | 11 ans                    |           |
| Jean Jüttel (d) (né en 1800)                 | 1873             | 1884                                   | 11 ans                    |           |
| Jean-Pierre Scholtes (d) (1833 - 1906)       | 1885             | 1902                                   | 17 ans                    |           |
| Frédéric François (d) (1852 - 1909)          | 1903             | 1909 (mort en cours de mandat)         | 6 ans                     |           |
| Pierre Pemmers (d) (1849 - 1922)             | 1910             | 27 juin 1922 (mort en cours de mandat) | 12 ans                    |           |
| André Gruber (d) (1869 - 1926)               | 1923             | 1926 (mort en cours de mandat)         | 3 ans                     |           |
| Joseph Theis (d) (1883 - 1952)               | 1927             | 1940                                   | 13 ans                    |           |
| Wilhelm Jost (d)                             | 1941             | 1944                                   | 3 ans                     |           |
| Joseph Theis (d) (1883 - 1952)               | 1945             | 1945                                   | moins d’un an             | CSV       |
| Alphonse Greisch (d) (1884 - 1969)           | 1946             | 1951                                   | 5 ans                     |           |
| Henry Cravatte (1911 - 1990)                 | 1952             | 1957                                   | 5 ans                     | POSL      |
| Joseph Herr (d) (1910 - 1989)                | 1958             | 1963                                   | 5 ans                     | CSV       |
| Henry Cravatte (1911 - 1990)                 | 1964             | 1964                                   | moins d’un an             | POSL      |
| Marcel Krier (d) (1925 - 1992)               | 1965             | 1969                                   | 4 ans                     | POSL      |
| Michel Ewen (d) (1902 - 1974)                | 1969             | 1969                                   | moins d’un an             | POSL      |
| Victor Poos (d) (1920 - 2015)                | 1970             | 1974                                   | 4 ans                     | CSV       |
| René Steichen (né en 1942)                   | 1975             | 1984                                   | 9 ans                     | CSV       |
| Marie-Thérèse Boever (d) (1942 - 2022)       | 1985             | 1993                                   | 8 ans                     | CSV       |
| Danièle Wagner (d) (née en 1951)             | 1994             | 2000                                   | 6 ans                     | POSL      |
| Claude Haagen (né en 1962)                   | 2001             | 2005                                   | 4 ans                     | POSL      |
| Nico Michels (d)                             | 2005             | 2008                                   | 3 ans                     | CSV       |
| Jacques Dahm (d)                             | 2008             | 9 novembre 2011                        | 3 ans                     | CSV       |
| Claude Haagen (né en 1962)                   | 10 novembre 2011 | 19 janvier 2022                        | 10 ans, 2 mois et 9 jours | POSL      |
| Claude Thill (d) (né en 1964)                | 20 janvier 2022  |                                        |                           | POSL      |
| Charles Weiler (en) (né en 1986)             | 2023             | En cours                               | 2 ans                     |           |

Sources :
- Joseph Herr, Diekirch, hier et aujourd’hui, Luxembourg, Imprimerie Saint-Paul, 1980, 401 p., p. 245.
- « Bourgmestres de la ville de Diekirch »(Archive.org • Wikiwix • Archive.is • Google • Que faire ?), sur dikrech.csv.lu (consulté le 1er janvier 2021).

### Jumelages
La ville de Diekirch est jumelée avec :
- Arlon (Belgique) depuis 1962 ;
- Bitburg (Allemagne) depuis 1962 ;
- Hayange (France) depuis 1962 ;
- Liberty (États-Unis) ;
- Monthey (Suisse).

## Héraldique

Blason Diekirch

## Population et société

### Démographie
L'évolution du nombre d'habitants est connue à travers les recensements de la population effectués dans le pays depuis 1821. Les recensements décennaux de la population permettent de caler les chiffres sur la composition de la population par sexe, âge, nationalité et commune de résidence. Entre deux recensements, la population au 1er janvier de l’année {\displaystyle x} est évaluée en ajoutant à la population au 1er janvier de l’année {\displaystyle x-1} les soldes naturel (naissances {\displaystyle -} décès) et migratoire (arrivées {\displaystyle -} départs) de l'année. La même méthode est appliquée pour la répartition par âge au 1er janvier et les effectifs totaux par nationalité. Depuis le 1er septembre 2023, le Luxembourg dénombre 100 communes.
Au 1er janvier 2024, la commune comptait 7 244 habitants.
| 1821  | 1851  | 1871  | 1880  | 1890  | 1900  | 1910  | 1922  | 1930  |
| ----- | ----- | ----- | ----- | ----- | ----- | ----- | ----- | ----- |
| 1 793 | 2 846 | 3 030 | 3 254 | 3 509 | 3 838 | 3 777 | 3 590 | 3 858 |

| 1935  | 1947  | 1960  | 1970  | 1978  | 1979  | 1981  | 1983  | 1984  |
| ----- | ----- | ----- | ----- | ----- | ----- | ----- | ----- | ----- |
| 3 842 | 3 809 | 4 397 | 5 059 | 5 470 | 5 592 | 5 585 | 5 480 | 5 500 |

| 1985  | 1986  | 1987  | 1988  | 1989  | 1990  | 1991  | 1992  | 1993  |
| ----- | ----- | ----- | ----- | ----- | ----- | ----- | ----- | ----- |
| 5 510 | 5 490 | 5 490 | 5 496 | 5 511 | 5 549 | 5 589 | 5 595 | 5 619 |

| 1994  | 1995  | 1996  | 1997  | 1998  | 1999  | 2000  | 2001  | 2002  |
| ----- | ----- | ----- | ----- | ----- | ----- | ----- | ----- | ----- |
| 5 570 | 5 511 | 5 588 | 5 666 | 5 641 | 5 653 | 5 786 | 6 068 | 6 167 |

| 2003  | 2004  | 2005  | 2006  | 2007  | 2008  | 2009  | 2010  | 2011  |
| ----- | ----- | ----- | ----- | ----- | ----- | ----- | ----- | ----- |
| 6 252 | 6 331 | 6 268 | 6 273 | 6 257 | 6 273 | 6 318 | 6 390 | 6 318 |

| 2012  | 2013  | 2014  | 2015  | 2016  | 2017  | 2018  | 2019  | 2020  |
| ----- | ----- | ----- | ----- | ----- | ----- | ----- | ----- | ----- |
| 6 410 | 6 518 | 6 649 | 6 728 | 6 896 | 6 472 | 6 756 | 6 988 | 7 042 |

| 2021  | 2022  | 2023  | 2024  | - | - | - | - | - |
| ----- | ----- | ----- | ----- | - | - | - | - | - |
| 7 047 | 7 168 | 7 295 | 7 244 | - | - | - | - | - |

Le graphique qui aurait dû être présenté ici ne peut pas être affiché car il utilise l'ancienne extension Graph, désactivée pour des questions de sécurité. Des indications pour créer un nouveau graphique avec la nouvelle extension Chart sont disponibles ici.

## Galerie

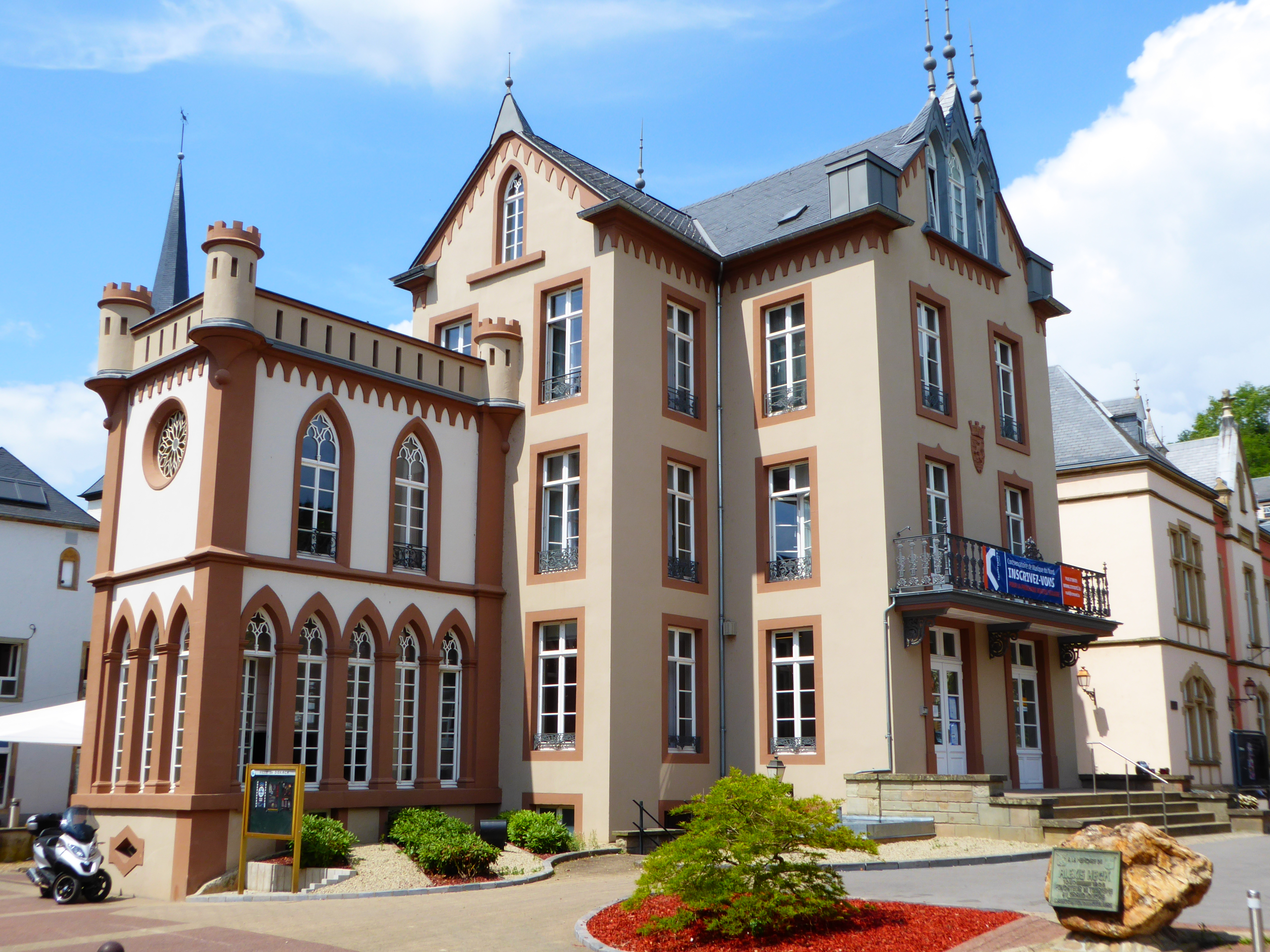
Le château de Wirtgen
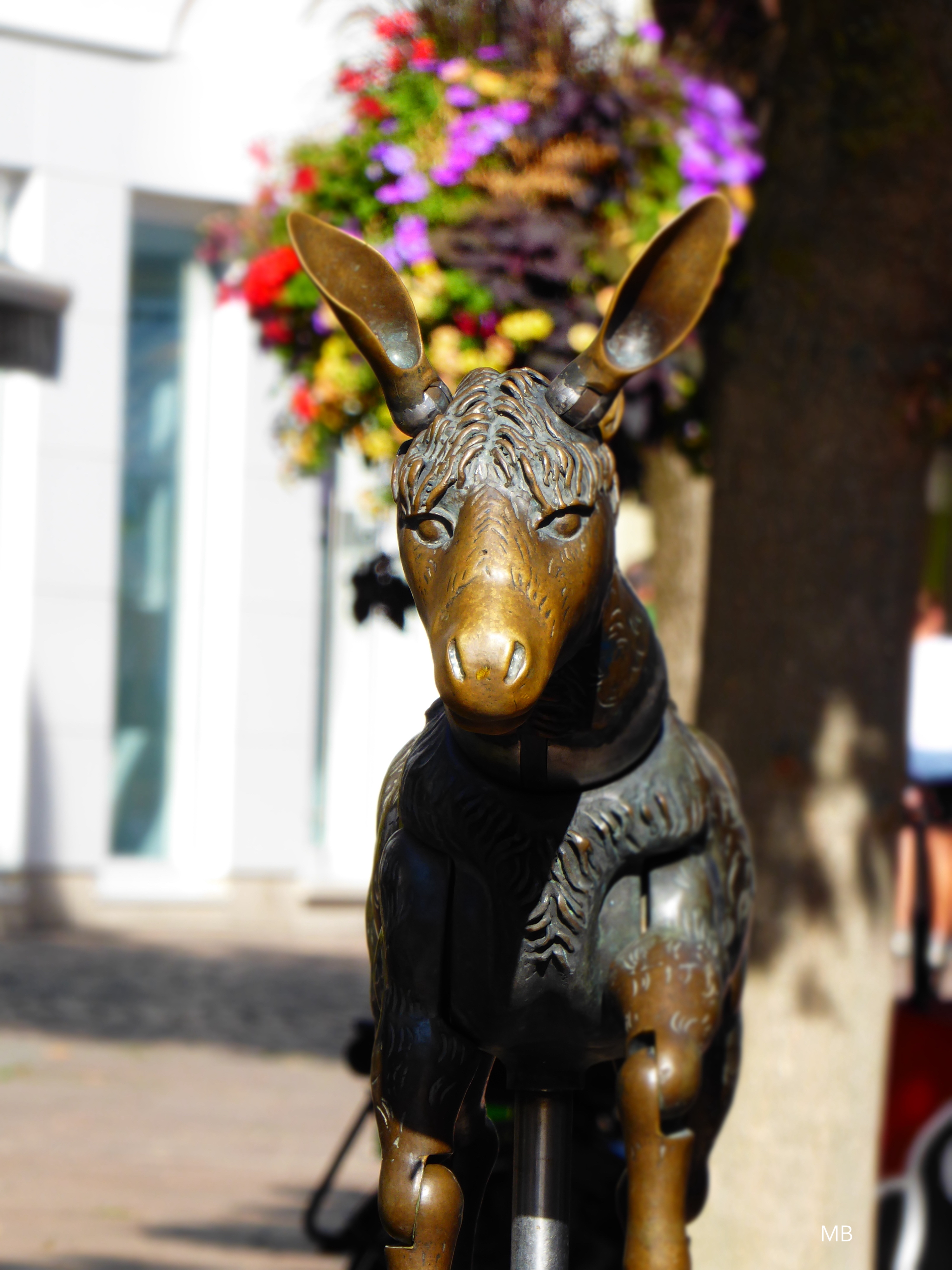
Détail d'une des deux fontaines aux ânes au centre de Diekirch
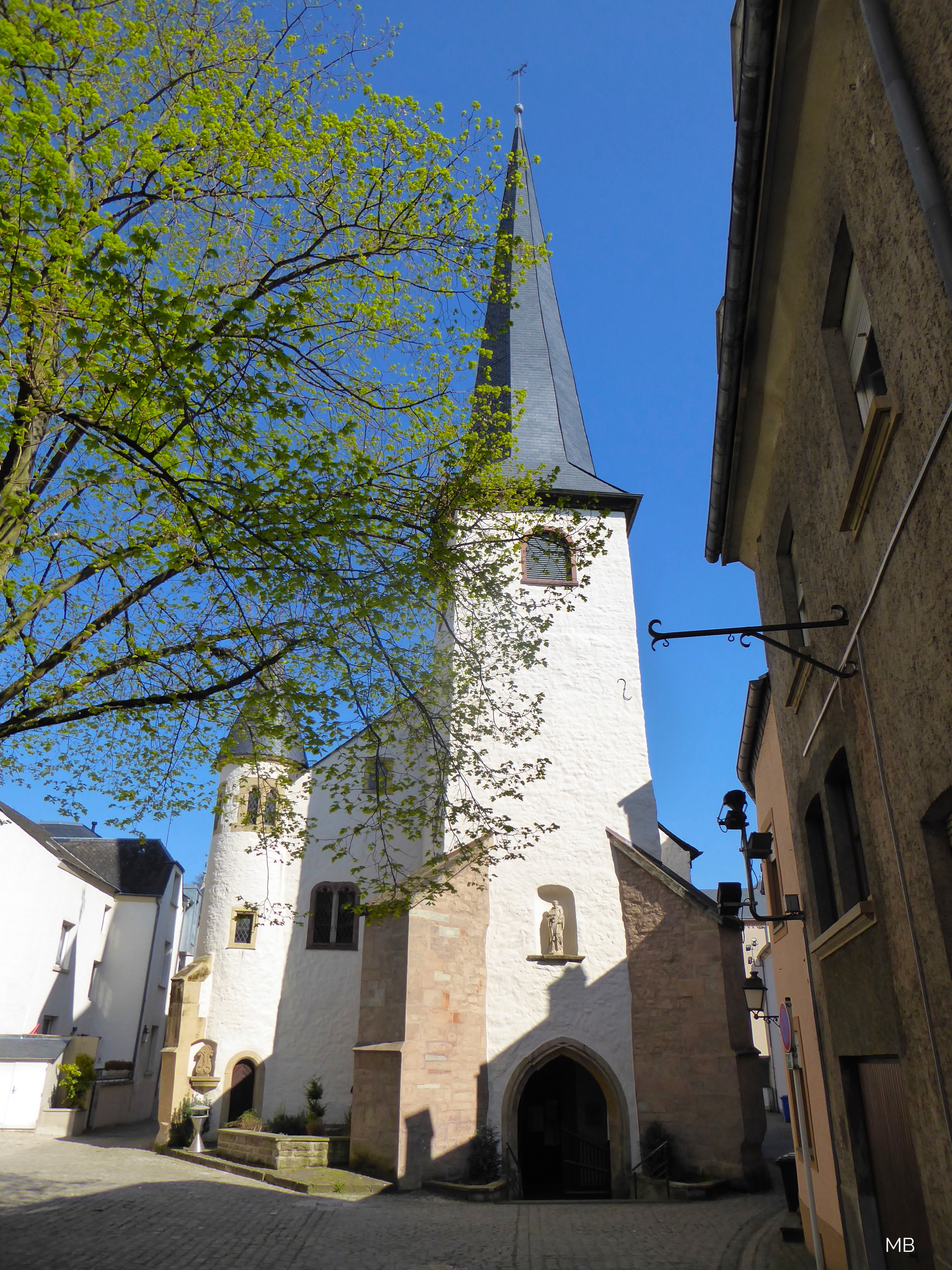
Ancienne église Saint-Laurent
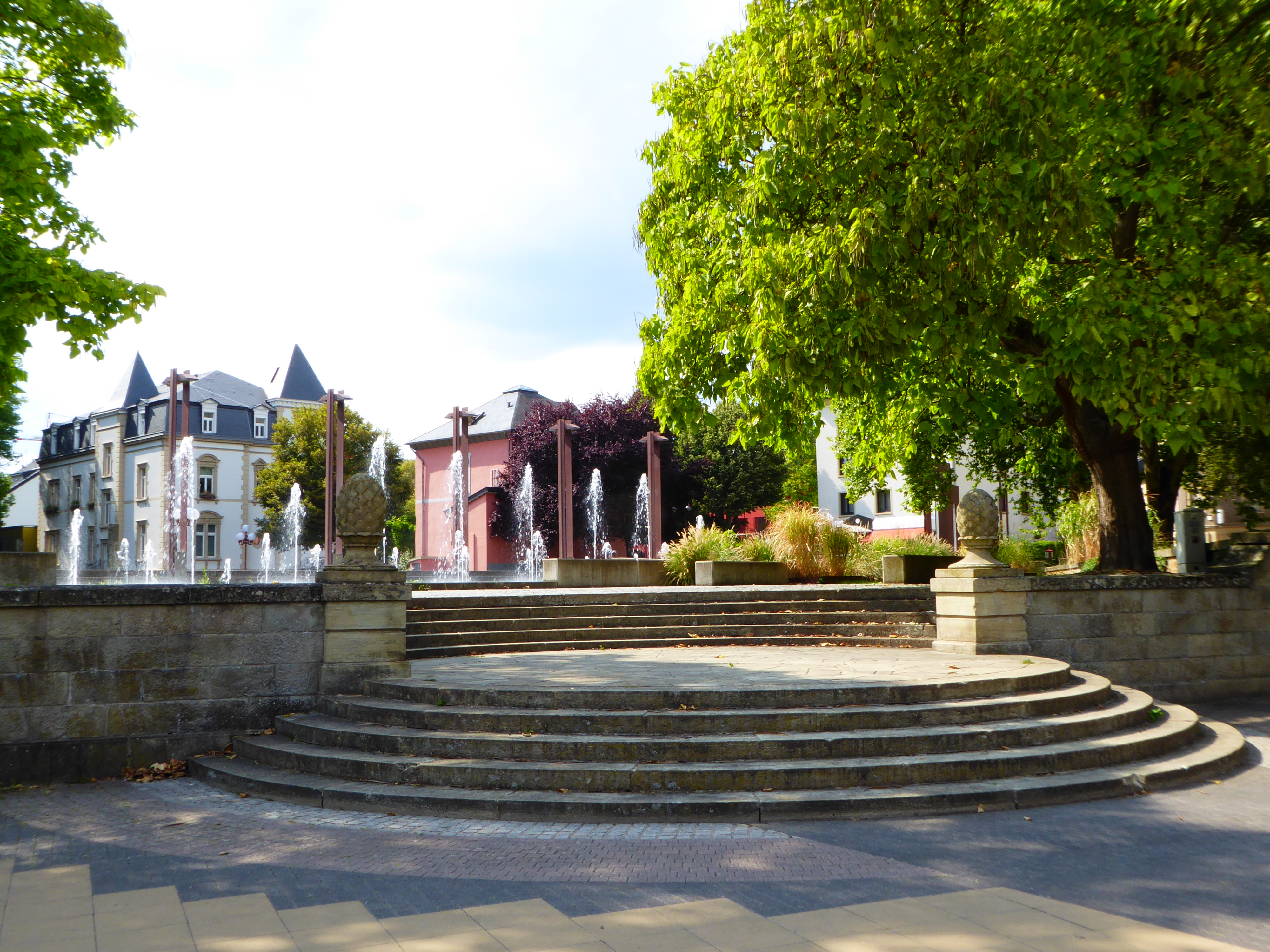
Le parc municipal de Diekirch
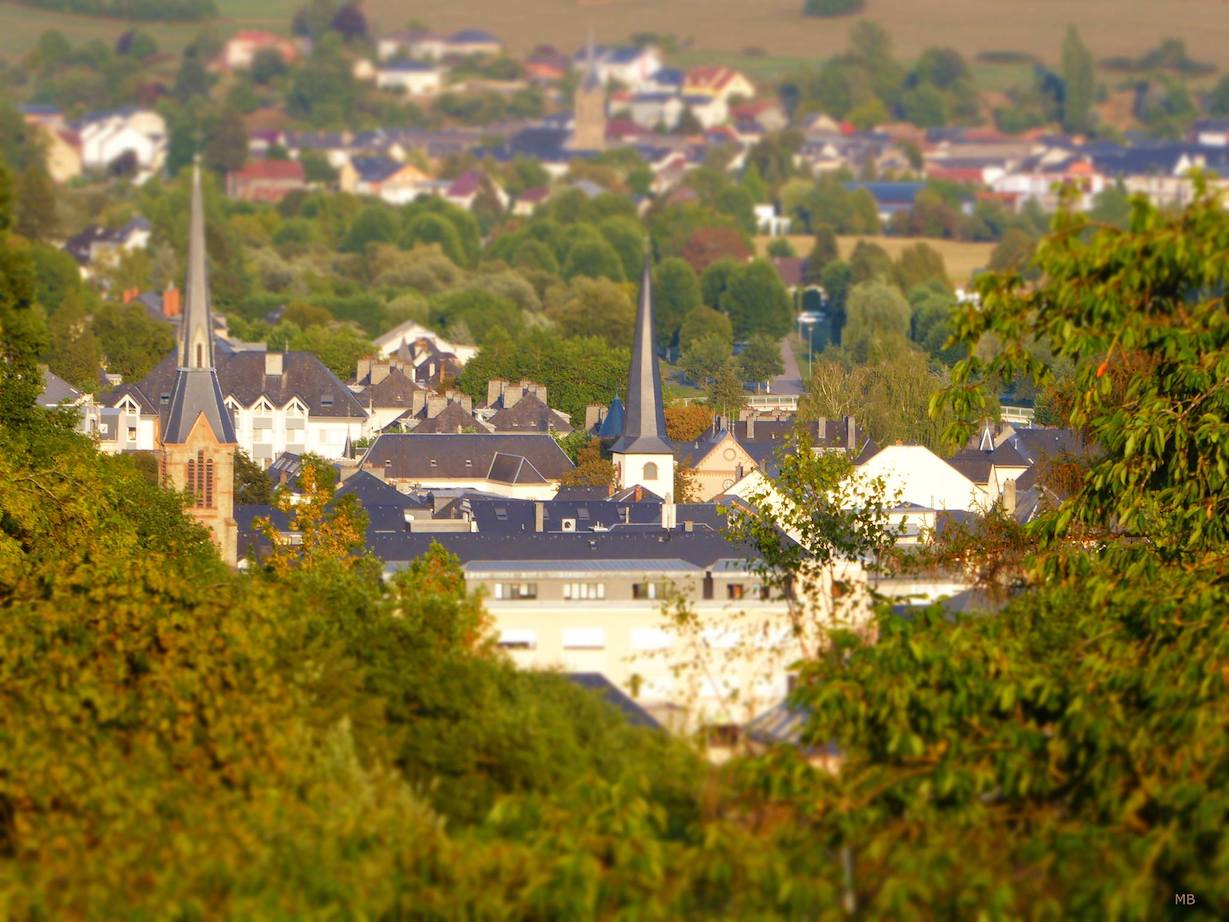
Vue aérienne du centre-ville
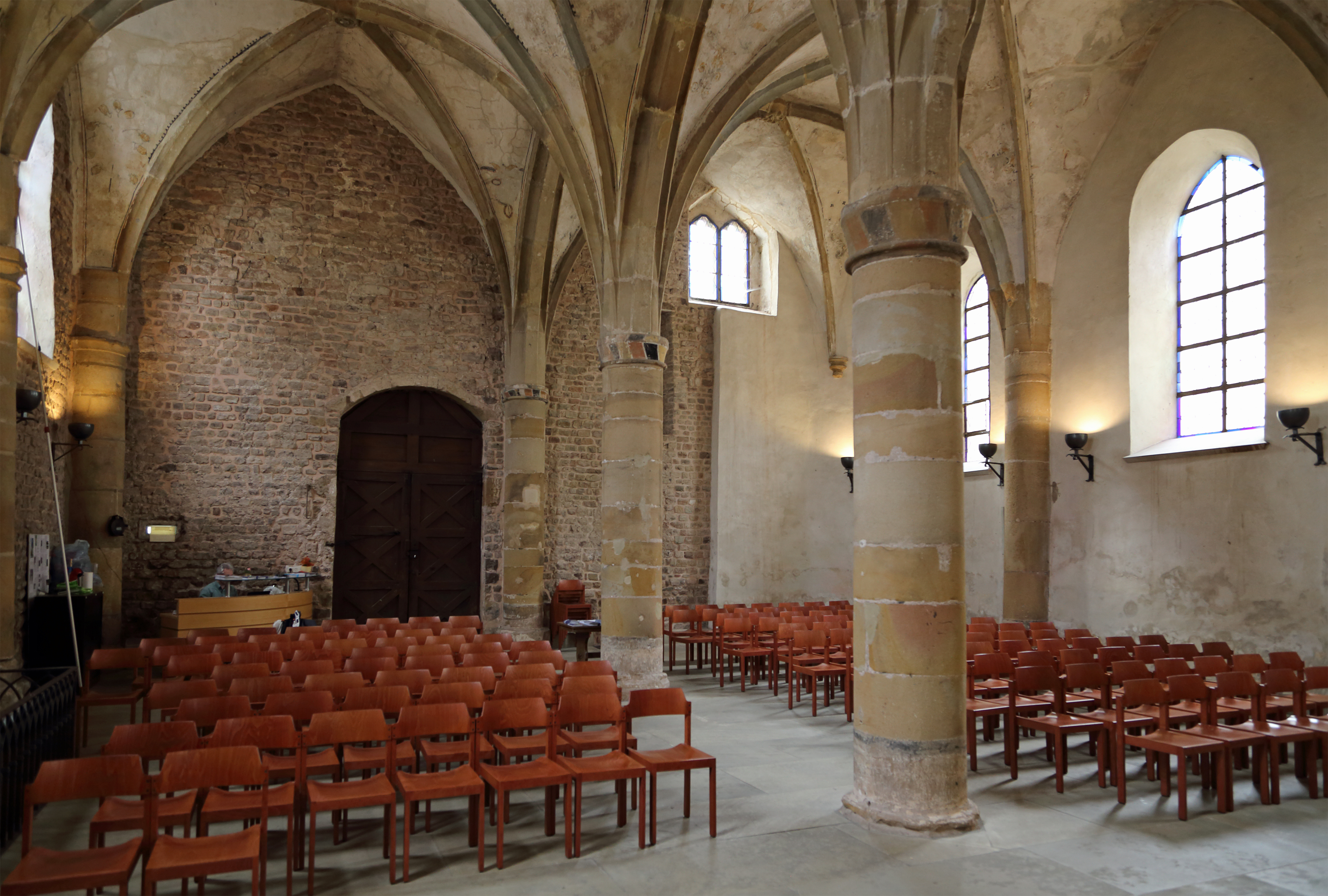
Vue intérieure de l'ancienne église Saint-Laurent
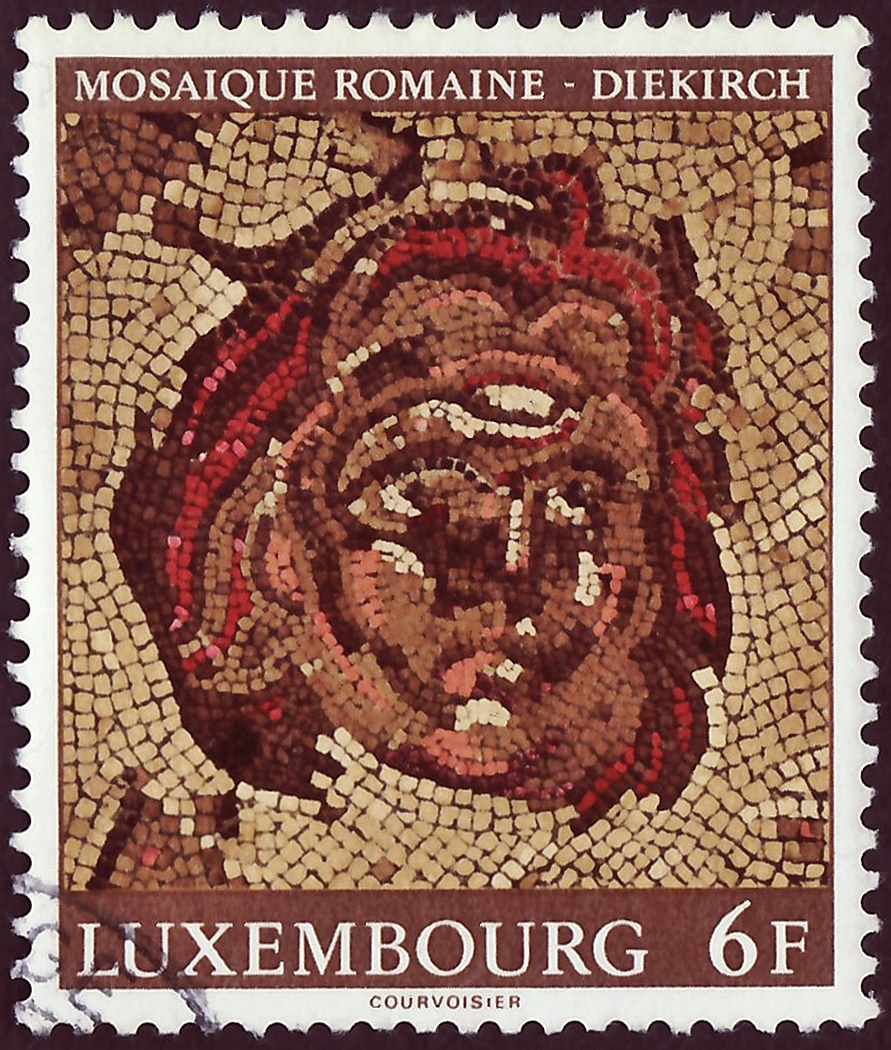
Tête de Méduse de la mosaïque romaine illustrant un timbre luxembourgeois

## À Voir
- Diekirch (bière)